# Бен Барка, аль-Махди
Аль-Махди́ Бен Ба́рка (1920, Рабат, Марокко — 2 ноября 1965, Париж, Франция) — левый политический деятель Марокко, панафриканист, Лидер «Движения трёх континентов», участник национально-освободительного движения в стране. По профессии педагог-математик. Убит в ходе репрессий «свинцовых лет».

## Биография
Родился в Рабате (Марокко) в 1920 году. Получил докторскую степень в области математики в 1950 году. Учился в том числе у Бориса Парфентьева, сына известного российского математика Николая Парфентьева. Преподавал математику для детей королевской семьи, в том числе будущего короля Хасанa II.
Один из основателей (декабрь 1943 — январь 1944) партии «Истикляль», впоследствии — член её исполнительного комитета. После провозглашения независимости Марокко (1956) — президент «Национальной консультативной ассамблеи» и редактор еженедельника «Аль-Истикляль». В 1959—1965 — лидер партии Национальный союз народных сил. Состоял в оппозиции королю Марокко Хасану II. С 1963 в эмиграции. Лидер «Движения трёх континентов». 29 октября 1965 был похищен в Париже и убит. Eго тело до сих пор не найдено, и обстоятельства гибели остаются туманными.

## Похищение и убийство Бен Барки
Следствие по этому делу во Франции продолжается до сих пор, заказчики и участники окончательно не определены, однако в ходе следствия вскрылось участие в операции спецслужб США и Израиля.
По одной из версий, в 1965 году король Марокко Хасан II принял решение убить Бен Барку, который в это время жил в Женеве. Операция была поручена министру внутренних дел Мохамеду Уфкиру и начальнику королевской службы безопасности Ахмеду Длими. Уфкир обратился за помощью к директору израильской разведки «Моссад» Меиру Амиту. В этот период Марокко было одним из немногих арабских государств, с которыми Израилю удалось наладить неофициальные отношения. Амит категорически отказался принимать участие в убийстве Бен Барки. Однако под угрозой разрыва отношений между Израилем и Марокко он согласился помочь выманить Бен Барку из Женевы в Париж.
В Париже Бен Барку задержали сотрудники французской разведки «SDECE» и передали марокканским спецслужбам. Бен Барка был застрелен на вилле в пригороде Парижа 2 ноября 1965 года.

Похищение Бен Барки вызвало гнев президента Франции Шарля де Голля и существенно сказалась на мароккано-французскиx, a причастность «Моссад» к похищению Бен Барки — на израильско-французских отношениях. Ахмед Длими был арестован во Франции, предстал перед судом, но был оправдан за недостатком формальных улик.
Впоследствии в некоторых журналах публиковались предположения о том, что Бен Барка был агентом «Моссад» или чехословацкой разведки.
Убийство Бен Барки стало важным рубежом марокканских «свинцовых лет».

## В кино
О похищении и убийстве Бен Барки были сняты художественные и документальные фильмы:
- «Похищение Бен Барки» (фр. L'affaire Ben Barka)[10] — телевизионный фильм, 2007.
- «Я видел, как убивали Бен Барку» (фр. J'ai Vu Tuer Ben Barka)[11][12] — Франция, 2008. Роль Бен Барки сыграл Симон Абкарян.

Похищение Бен Барки легло в основу политического триллера 1972 года режиссёра Ива Буассе «L’attentat» (в советском прокате «Похищение в Париже»). Предполагаемого провокатора, выманившего Бен Барку (в фильме — Садиэля) из Женевы, играет Жан Луи Трентиньян. Роль Садиэля исполнил Джан Мария Волонте. Сцена похищения снималась в том самом ресторане «Липп», откуда 29 октября 1965 года был похищен Бен Барка.
- Бен Барка. Последняя тайна / Affaire Ben Barka, le dernier secret (документальный фильм, 2015), реж. Октавио Эспириту Санту / Octávio Espírito Santo